# Larry Tesler

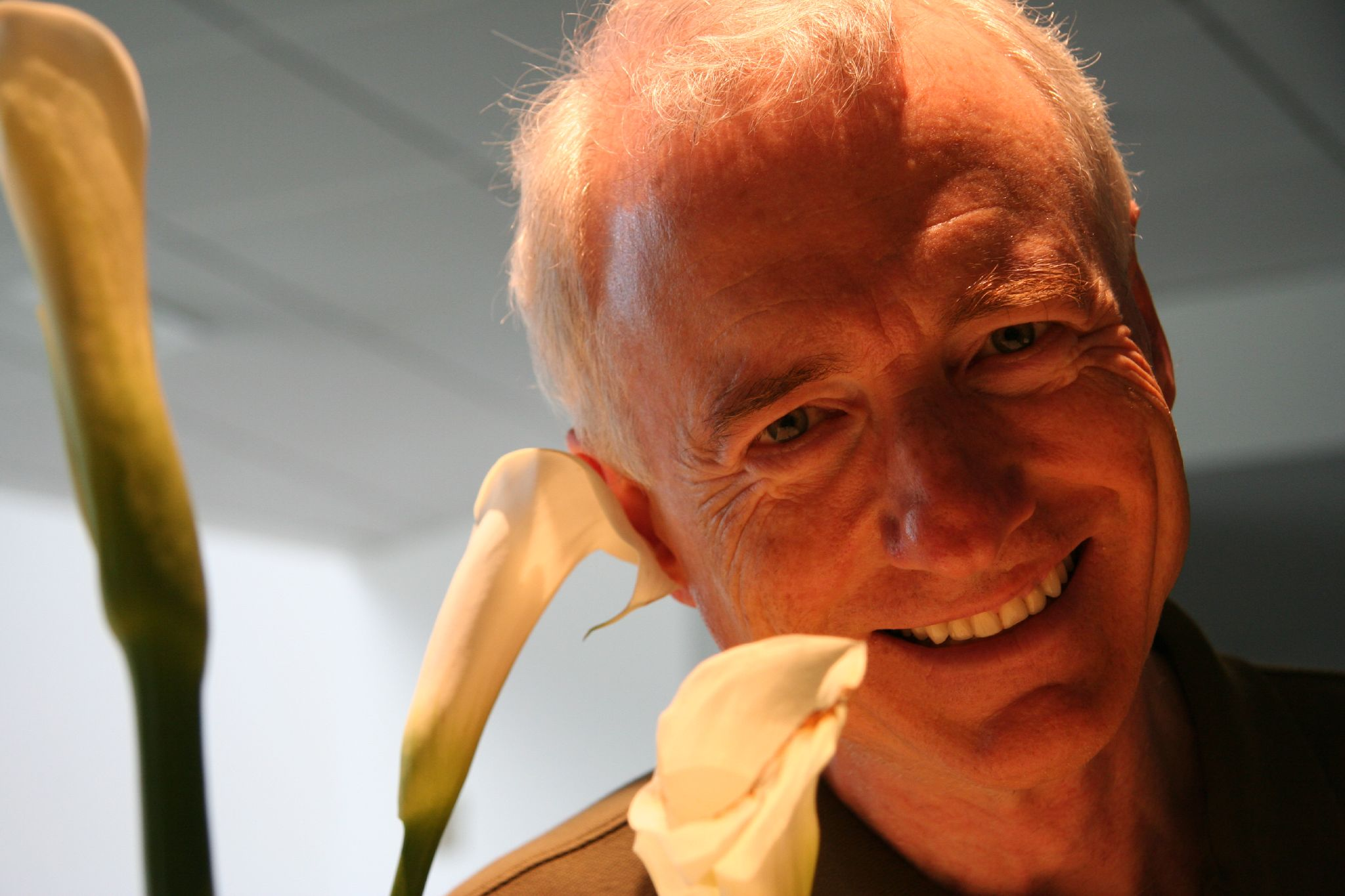
Larry Tesler (2007)

Lawrence Gordon „Larry“ Tesler (* 24. April 1945 in der Bronx, New York City, New York; † 16. Februar 2020 in Portola Valley, Kalifornien) war ein US-amerikanischer Informatiker, der insbesondere im Bereich der Mensch-Maschine-Schnittstelle forschte. Er hat unter anderem bei Xerox PARC, Apple, Amazon und Yahoo! gearbeitet.

## Biographie
Tesler wuchs in New York City auf und machte im Jahre 1961 einen Abschluss an der Bronx High School of Science. Anschließend studierte er Informatik an der Stanford University, wo er dann am Stanford Artificial Intelligence Laboratory arbeitete. Mit Horace Enea entwickelte er die funktionale Programmiersprache Compel.
In den späten 1960er-Jahren wirkte er an der Midpeninsula Free University, wo er über Themen wie „How to end the IBM Monopoly“, „Computers Now“ und Prokrastination unterrichtete.
Von 1973 bis 1980 wirkte Tesler am Xerox PARC, wo er insbesondere am Gypsy word processor und Smalltalk arbeitete. Zusammen mit Tim Mott entwickelte er das Prinzip von Copy and Paste.
Im Jahre 1980 wechselte er zu Apple Computer. Er war dort Chef-Wissenschaftler und als Vizepräsident für AppleNet und die Advanced Technology Group verantwortlich. Die Entwicklung der Systeme Lisa und Macintosh wurde von ihm maßgeblich beeinflusst.
Ab Anfang 1985 erweiterte Tesler in Zusammenarbeit mit Niklaus Wirth die Programmiersprache Pascal um objektorientierte Konstrukte, woraus die Sprache Object Pascal hervorging. Auf dieser Grundlage entwickelte er die Klassenbibliothek und Entwicklungsumgebung MacApp. Ab 1990 leitete Tesler die Entwicklung des Apple Newton.
Tesler verließ Apple im Jahre 1997, um Stagecast Software zu gründen. Ab 2001 arbeitete er bei Amazon, ab 2005 bei Yahoo!, wo er Vizepräsident der User Experience and Design Group war.
Im November 2008 verließ Tesler Yahoo!, um bei dem biotechnologischen Unternehmen 23andMe mitzuarbeiten. Seit Dezember 2008 war er unabhängiger Berater.
Larry Tesler starb am 16. Februar 2020 im Alter von 74 Jahren.

### Rezeption in der Netzkultur nach seinem Tod
Nach Teslers Tod am 16. Februar 2020 entwickelte sich in sozialen Medien und Internetforen ein Ritual, bei dem Nachrufe und Todesanzeigen vielfach kopiert und weiterverbreitet wurden. Diese kettenartige Vervielfältigung wurde von Kommentatoren als eine Hommage an Teslers Beiträge zur Verbreitung der „Copy & Paste“-Funktion verstanden, die die digitale Textkultur nachhaltig geprägt hat.

## Teslers Agenda
Tesler setzte sich stark für amodale Software ein, bei der Benutzerinteraktionen konsistente Wirkungen haben, ohne dass deren Bedeutung von vorherigen Aktionen abhingen, wie es beispielsweise beim vi-Editor der Fall ist. Der von ihm entwickelte Gypsy-Editor stellte beispielsweise eine „Click and Type“-Oberfläche bereit, die es erlaubte, jederzeit Text an der aktuellen Schreibmarke einzufügen oder letztere mit einem Mausklick neu zu positionieren. Dieser Betriebsmodus ist heute üblich, war jedoch in den 1970er-Jahren revolutionär, als ständig zwischen einem Eingabe- und einem Kommandomodus umgeschaltet werden musste. Um seine Einstellung zu propagieren, stattete Tesler seinen Subaru mit einem personalisierten kalifornischen Nummernschild mit dem Kennzeichen „NO MODES“ aus. Ähnlich wie andere benutzte er auch die Phrase „Don’t Mode Me In“, um sich für die Elimination von Modi einzusetzen.